# Canton Argovia

Logo

Il Canton Argovia (tedesco Aargau, francese Argovie, romancio Argovia , in svizzero tedesco Aargau) è uno dei cantoni più settentrionali della Svizzera. Comprende la parte bassa del corso del fiume Aar, che gli dà il nome (Aargau significa "distretto dell'Aar").

## Geografia fisica
L'area totale del cantone è di 1404 km², la popolazione è di circa 660 000 abitanti (dati del 2016). La capitale è Aarau. Confina con la Germania (land Baden-Württemberg) a nord. Ad ovest si trovano il canton Basilea Campagna, il canton Soletta e il canton Berna. Il canton Lucerna giace a sud, il canton Zurigo e il canton Zugo sono a est.
Il canton Argovia è uno dei meno montagnosi della Svizzera; fa parte di una grande piana a nord delle Alpi e ad est del massiccio del Giura, sulla quale si ergono basse colline. Il terreno è graziosamente diversificato: tratti ondulati e foreste fitte si alternano con vallate fertili irrigate dall'Aar e dai suoi affluenti.
Qui sgorgano le famose sorgenti sulfuree di Baden e Schinznach; a Rheinfelden ci sono grandi sorgenti saline. Appena sotto Brugg il fiume Reuss e il Limmat si uniscono all'Aar, mentre attorno a Brugg si trovano le rovine del castello degli Asburgo, il vecchio convento Koenigsfelden (con raffinati vetri dipinti medioevali) e i resti dell'insediamento romano di Vindonissa (Windisch).

## Storia
Poiché fino al 1415 questa regione fu il centro del potere degli Asburgo, vi si trovano molti vecchi castelli, per esempio, Habsburg, Lenzburg e Wildegg. Ci sono anche diversi ex monasteri, come a Wettingen e Muri. Tutti questi conventi furono fondati dagli Asburgo, e la chiusura di essi, decisa dalla confederazione nel 1841, fu una delle cause principali della guerra civile del 1847 chiamata "guerra del Sonderbund". Argovia è ritenuta anche patria dell'autore riformista George Mangold (1822-1894).
Nel 1415 la regione dell'Argovia fu tolta agli Asburgo dai confederati svizzeri. Berna tenne la porzione sud-occidentale (Zofingen, Unterkulm, Aarau, Lenzburg e Brugg). Alcuni distretti, chiamati i Freie Ämter o Amministrazioni Libere (Muri e Bremgarten), assieme alla contea di Baden, furono governate come terre assoggettate a tutti o ad alcuni dei Confederati. Nel 1798 la porzione bernese divenne il canton Argovia della Repubblica Elvetica, il resto formò il canton Baden. Nel 1803 le due metà si unirono sotto il nome di canton Argovia, che venne ammesso come membro a tutti gli effetti della ricostituita Confederazione. Il Vallone di Frick con i distretti di Laufenburg e Rheinfelden, ceduto alla Repubblica Elvetica dall'Austria nel 1802, divenne anch'esso parte del canton Argovia. Nel 2003 il cantone ha celebrato il suo 200º anniversario.

## Economia
I terreni sono i più fertili della Svizzera. Allevamento di vacche, coltivazione di cereali e frutteti sono le principali attività economiche. L'industria è ben sviluppata, particolarmente nel campo dell'ingegneria elettrica, strumenti di precisione, produzione di ferro, acciaio e cemento.
La centrale nucleare di Beznau ha due reattori, quella di Leibstad un reattore. Un numero significativo di persone fa il pendolare con il centro finanziario della città di Zurigo, appena al di là del confine cantonale.
Il turismo ha un ruolo significativo, dovuto in particolare alle sorgenti calde di Baden e Schinznach Bad. L'escursionismo è un'altra fonte di turismo, ma di importanza più limitata.

## Società

### Evoluzione demografica
| %     | Ripartizione linguistica (gruppi principali) |
| ----- | -------------------------------------------- |
| 87,1% | madrelingua tedesca                          |
| 3,3%  | madrelingua italiana                         |
| 1,9%  | madrelingua serbo-croata                     |

## Distretti
Il Canton Argovia è diviso in 11 distretti (Bezirke):
- Bezirk Aarau, con capoluogo Aarau
- Bezirk Baden, con capoluogo Baden
- Bezirk Bremgarten, con capoluogo Bremgarten
- Bezirk Brugg, con capoluogo Brugg
- Bezirk Kulm, con capoluogo Unterkulm
- Bezirk Laufenburg, con capoluogo Laufenburg
- Bezirk Lenzburg, con capoluogo Lenzburg
- Bezirk Muri, con capoluogo Muri
- Bezirk Rheinfelden, con capoluogo Rheinfelden
- Bezirk Zofingen, con capoluogo Zofingen
- Bezirk Zurzach, con capoluogo Zurzach

## Municipalità
Il canton Argovia ha un totale di 196 municipalità. Tra le principali: Aarau, Baden, Brugg, Lenzburg, 
Bremgarten, Wettingen e Wohlen.